# Immobilienkaufmann
Immobilienkaufmann bzw. Immobilienkauffrau ist ein in Deutschland und Österreich staatlich anerkannter Ausbildungsberuf der Immobilienwirtschaft. Immobilienkaufleute arbeiten in der Verwaltung und Bewirtschaftung von Immobilienobjekten und der Abwicklung von Immobiliengeschäften. In Deutschland ersetzte der Immobilienkaufmann ab dem 1. August 2006 den bisherigen Ausbildungsberuf Kaufmann/-frau in der Grundstücks- und Wohnungswirtschaft.

## Berufsbild
Im Gegensatz zum spezialisierten Immobilienmakler, der hauptsächlich zwischen Angebot und Nachfrage vermittelt, ist das Aufgabengebiet von Immobilienkaufleuten breiter. Sie unterstützen häufig verschiedene Immobilienfachleute bei ihrer Tätigkeit. So suchen, kaufen, verkaufen, vermieten und verwalten sie Immobilien aller Art (Häuser, Wohnungen, Betriebs- und Bürogebäude, Grundstücke). Dabei betreuen sie die Eigentümer ebenso wie die möglichen Kunden, organisieren Besichtigungen und Bewertungen von Immobilien. Weitere Kernaufgaben betreffen die Bearbeitung von Schadensmeldungen und Erteilung von Reparatur- und Instandhaltungsaufträgen. Immobilienkaufleute erstellen teilweise auch Finanzierungskonzepte und stehen in Kontakt mit Banken und Versicherungen.
Der Arbeitsort ist vorwiegend das Büro, für bestimmte Aufgaben wie Haus- bzw. Wohnungsbesichtigungen für Kauf- oder Mietinteressenten sind sie auch im Außendienst tätig.
Immobilienkaufleute werden beschäftigt in Unternehmen der Immobilienwirtschaft, etwa
- Wohnungsunternehmen
- Bauträger
- Immobilien- und Projektentwickler
- Grundstücks-, Vermögens-, Immobilienverwaltungen und Hausverwaltungen
- Immobilienmakler
- Wohnungsgenossenschaften.

Darüber hinaus sind sie eingesetzt in Immobilienabteilungen von Banken, Bausparkassen, Versicherungen sowie bei Handels- und Industrieunternehmen.

## Ausbildung
Die Ausbildungsinhalte entsprechen den im Berufsbild beschriebenen Tätigkeiten. Es gibt dabei – abgesehen von den rechtlichen Bestimmungen – keine wesentlichen Unterschiede zwischen Deutschland und Österreich.

### Deutschland
Der Beruf Immobilienkaufmann ersetzt seit 2. August 2006 den bisherigen Ausbildungsberuf Kaufmann in der Grundstücks- und Wohnungswirtschaft. Die Ausbildung dauert drei Jahre und ist in Deutschland nach dem Berufsbildungsgesetz geregelt. Sie findet im so genannten dualen System bei Ausbildungsbetrieben und in Berufsschulen statt und endet mit der Abschlussprüfung. Für die theoretische Ausbildung stehen in Deutschland 16 geeignete Berufsschulen zur Auswahl.

### Österreich
Immobilienkaufleute absolvieren in Österreich ebenfalls eine dreijährige Lehre in Form einer dualen Ausbildung und schließen mit der Lehrabschlussprüfung ab. Diese Prüfung gilt auch als Abschluss für die Lehre zum Bürokaufmann und Verwaltungsassistenten. Verwandte Lehrberufe, wie Buchhalter oder Versicherungskaufmann und viele andere Büro- und Verwaltungsberufe können mit verkürzter Lehrzeit absolviert werden.
Eine bestandene Lehrabschlussprüfung ermöglicht in Österreich auch den Zugang zur Berufsmatura (Berufsreifeprüfung) und in Folge zu weiteren Höherqualifizierungen an Kollegs, Fachhochschulen und Universitäten. Wird die Befähigungsprüfung abgelegt, kann der Immobilienkaufmann auch selbstständig im Bereich des reglementierten Gewerbes der Immobilientreuhänder (Immobilienmakler, Immobilienverwalter, Bauträger) tätig werden.

## Ausbildung im Fernunterricht
Die Absolvierung des schulischen Teils der Ausbildung ist auch in Fernkursen möglich. In der Regel lassen die IHK nur Personen zu den abschließenden Prüfungen zu, die parallel zur Teilnahme an Fernlehrgängen auch praktische Erfahrung in der Wohnungs- und Immobilienwirtschaft, in Haus- und WEG-Verwaltungen, Makleragenturen oder vergleichbaren Bereichen gesammelt haben. Dies macht den Fernunterricht insbesondere zu einer Möglichkeit für Quereinsteiger und ungelernte Kräfte in den oben genannten Arbeitsfeldern, sich parallel zur beruflichen Tätigkeit mit dem Berufsabschluss auszustatten.
Anbieter für Fernunterrichtskurse in Deutschland:
- Europäisches Bildungszentrum der Wohnungs- und Immobilienwirtschaft (EBZ)